# Nikołaj Komliczenko
Nikołaj Nikołajewicz Komliczenko (ros. Никола́й Никола́евич Комличе́нко; ur. 29 czerwca 1995 w Płastunowskiej) – rosyjski piłkarz grający na pozycji napastnika. Od 2021 jest zawodnikiem klubu FK Rostów, do którego jest wypożyczony z Dinama Moskwa.

## Kariera klubowa
Swoją karierę piłkarską Komliczenko rozpoczął w 2010 roku w klubie FK Krasnodar. W 2013 roku został zawodnikiem zespołu rezerw Krasnodaru, a w 2014 stał się również członkiem pierwszego zespołu. 17 marca 2014 zadebiutował w jego barwach w Priemjer-Lidze w zremisowanym 1:1 wyjazdowym meczu z Tomem Tomsk.
Na początku 2015 roku Komliczenko został wypożyczony z Krasnodaru do Czernomorca Noworosyjsk, grającego we Wtoroj diwizion. Swój debiut w Czernomorcu zaliczył 22 marca 2015 w zremisowanym 1:1 domowym meczu z PFK Soczi. W Czernormocu spędził pół roku, a po powrocie grał nadal w rezerwach Krasnodaru.
W lipcu 2016 Komliczenko trafił na wypożyczenie do czeskiego Slovana Liberec. W Slovanie swój debiut zanotował 31 lipca 2016 w przegranym 0:3 wyjazdowym meczu z FK Mladá Boleslav. Po pół roku gry w Slovanie wrócił do rezerw Krasnodara, w których spędził rundę wiosenną sezonu 2016/2017.
Latem 2017 Komliczenko udał się na kolejne wypożyczenie, tym razem do FK Mladá Boleslav. Zadebiutował w nim 30 lipca 2017 w przegranym 1:2 domowym spotkaniu z Sigmą Ołomuniec i w debiucie zdobył gola. W styczniu 2019 został wykupiony przez Mladá Boleslav za kwotę 400 tysięcy euro. W sezonie 2018/2019 strzelając 24 gole został królem strzelców czeskiej ekstraklasy. W Mladá Boleslav grał do końca 2019 roku.
W styczniu 2020 Komliczenko został sprzedany z Mladá Boleslav za 3,5 miliona euro do Dinama Moskwa. W Dinamie swój debiut zaliczył 29 lutego 2020 w przegranym 0:2 domowym spotkaniu ze Spartakiem Moskwa.
Latem 2021 Komliczenko został wypożyczony z Dinama do FK Rostów. W Rostowie zadebiutował 23 lipca 2021 w przegranym 0:2 domowym meczu z Dinamem Moskwa.
| Sezon   | Klub                     | Kraj   | Rozgrywki       | Mecze | Gole |
| ------- | ------------------------ | ------ | --------------- | ----- | ---- |
| 2013/14 | FK Krasnodar             | Rosja  | Priemjer-Liga   | 4     | 0    |
| 2013/14 | FK Krasnodar-2           | Rosja  | Wtoroj diwizion | 22    | 6    |
| 2014/15 | FK Krasnodar-2           | Rosja  | Wtoroj diwizion | 11    | 7    |
| 2014/15 | Czernomoriec Noworosyjsk | Rosja  | Wtoroj diwizion | 13    | 2    |
| 2015/16 | FK Krasnodar-2           | Rosja  | Wtoroj diwizion | 24    | 24   |
| 2016/17 | Slovan Liberec           | Czechy | Fortuna Liga    | 12    | 3    |
| 2016/17 | FK Krasnodar-2           | Rosja  | Wtoroj diwizion | 9     | 7    |
| 2017/18 | FK Mladá Boleslav        | Czechy | Fortuna Liga    | 17    | 4    |
| 2018/19 | FK Mladá Boleslav        | Czechy | Fortuna Liga    | 27    | 24   |
| 2019/20 | FK Mladá Boleslav        | Czechy | Fortuna Liga    | 15    | 10   |
| 2019/20 | Dinamo Moskwa            | Rosja  | Priemjer-Liga   | 11    | 3    |
| 2020/21 | Dinamo Moskwa            | Rosja  | Priemjer-Liga   | 25    | 4    |

## Kariera reprezentacyjna
W swojej karierze Komliczenko grał w młodzieżowych reprezentacjach Rosji na szczeblach U-19 i U-21. W reprezentacji Rosji zadebiutował 10 października 2019 w wygranym 4:0 meczu eliminacji do Euro 2020 ze Szkocją, rozegranym w Moskwie, gdy w 87. minucie zmienił Artioma Dziubę. 19 listopada 2019 w innym meczu eliminacji, z San Marino, wygranym przez Rosję 5:0, strzelił swojego pierwszego gola w kadrze narodowej.